# قنيرة باشاييفا
قنيرة الأصغر قضي باشاييفا (بالأذرية: Qənirə Әləsgər qızı Paşayeva)‏ هيَ سياسية أذرية عُضوة الجمعية الوطنية لأذربيجان. وُلدت في 7 مارس 1975 في مقاطعة تووز في أذربيجان.

## حياتها
وُلدت في 7 مارس 1975 في قرية دوز قیریق‌لي [الإنجليزية] في مقاطعة تووز في أذربيجان. تَخرجت من قسم طب الأطفال في جامعة أذربيجان الطبية، ومن قسم القانون الدولي في جامعة باكو الحكومية في باكو. تتحدث الإنجليزية والروسية والتركيَّة.

## عملها
عملت منذ عام 1998 مراسلة ومحررة ورئيسة تحرير ونائب رئيس التحرير في مجموعة شركات أنس التلفزيونية، وفي عام 2005 أصبحت رئيسة قسم العلاقات العامة في مؤسسة حيدر علييف.
عملت في عام 2012 طبيبة أطفالٍ لمدة أسبوعين في الصومال وساعدت السكان.

### في السياسة
انتُخبت في 6 نوفمبر 2005 عضواً في البرلمان عن دائرة تووز رقم 105، وهي عضو في اللجنة الدائمة للجمعية الوطنية لأذربيجان المعنية بالعلاقات الدولية والبرلمانية المشتركة، ورئيسة الفريق العامل الأذربيجاني الجورجي المَعني بالعلاقات البرلمانية، كما كانت عُضوة في مجموعات العمل بين أذربيجان والهند، وأذربيجان وتركيا، وأذربيجان واليابان، فيما يخص العلاقات البرلمانية، وكانت إحدى أعضاء وفد جمهورية أذربيجان لدى الجمعية البرلمانية لمجلس أوروبا.

## وفاتها
دخلت قنيرة في 24 سبتمبر 2023 في غيبوبةٍ نتيجة تعرضها لأدوية غير محددة، نُقلت على إثرها إلى المستشفى السريري المركزي في باكو. توفيت بعد أربعة أيام، في 28 سبتمبر/أيلول، بعد أن وُضعت في وحدة العناية المركزة.